# 潘光曙
潘光曙，浙江海宁人，是一名清朝政治人物。副榜教习出身。
潘光曙曾于1778年接替成汝舟任青浦县知县一职，1778年由王世峰接任。